# Шиплишки
Шиплишки (пол. Szypliszki) — деревня в Сувалкском повете Подляского воеводства Польши. Административный центр гмины Шиплишки. По данным переписи 2011 года, в деревне проживало 325 человек.

## География
Деревня расположена на северо-востоке Польши, к востоку от озера Малы-Шельмент, на расстоянии приблизительно 19 километров к северо-востоку от города Сувалки, административного центра повета. Абсолютная высота — 227 метров над уровнем моря. Через Шиплишки проходят национальная автодорога 8 и региональная автодорога 651.

## История
В 1888 году в деревне Шиплишки проживало 407 человек. В этноконфессиональном отношении большинство населения деревни составляли поляки-католики (280 человек), остальные — евреи. В административном отношении деревня являлась центром гмины Заборишки Сувалкского уезда Сувалкской губернии.
В период с 1975 по 1998 годы населённый пункт являлся частью Сувалкского воеводства.